# 우구 알메이다
우구 미겔 페레이라 드 알메이다(포르투갈어: Hugo Miguel Pereira de Almeida, 1984년 5월 23일 ~ )는 포르투갈의 전 축구 선수로, 포지션은 중앙 공격수이다.

## 국가대표팀
알메이다는 2004년 하계 올림픽 대표팀에 선발되면서, 첫 국제 대회를 치렀다. 이후 UEFA 유로 2008, 2010년 FIFA 월드컵, UEFA 유로 2012에 출전하면서 팀의 주전 공격수로 자리잡았다. 특히 2010년에는 조선민주주의인민공화국과의 월드컵 조별리그 2차전에서 3-0을 만드는 추가골을 넣고, 7-0 대승을 이끌었다.

## 경력
- 2004년 UEFA U-21 챔피언십 국가대표
- 2004년 하계 올림픽 축구 국가대표
- 2006년 UEFA U-21 챔피언십 국가대표
- 2007년 UEFA U-21 챔피언십 국가대표
- UEFA 유로 2008 국가대표
- 2010년 FIFA 월드컵 국가대표
- UEFA 유로 2012 국가대표
- 2014년 FIFA 월드컵 국가대표

## 수상
포르투갈
- UEFA U-21 챔피언십 : 3위 (2004)
- UEFA 유럽 축구 선수권 대회 : 4강 (2012)